# Pray for Villains
Pray for Villains è il quarto album del gruppo groove death metal statunitense DevilDriver pubblicato dalla Roadrunner Records il 13 luglio 2009.

## Tracce
1. Pray for Villains – 4:02
2. Pure Sincerity – 4:38
3. Fate Stepped In – 5:10
4. Back With a Vengeance – 3:42
5. I've Been Sober – 5:16
6. Resurrection Blvd. – 3:59
7. Forgiveness Is a Six Gun – 4:42
8. Waiting for November – 5:07
9. It's in the Cards – 4:25
10. Another Night in London – 3:05
11. Bitter Pill – 4:25
12. Teach Me to Whisper – 4:01
13. I See Belief – 3:55
14. Self-Affliction (Special Edition Bonus Track) – 4:49
15. Dust Be the Destiny (Special Edition Bonus Track) – 3:10
16. Damning the Heavens (Special Edition Bonus Track) – 2:19
17. Wasted Years (Iron Maiden cover; Special Edition Bonus Track) – 5:00

## Formazione
- Dez Fafara - voce
- Mike Spreitzer - chitarra
- Jeff Kendrick - chitarra
- Jon Miller - basso
- John Boecklin - batteria